# Silurus lanzhouensis
Silurus lanzhouensis är en fiskart som beskrevs av Chen, 1977. Silurus lanzhouensis ingår i släktet Silurus och familjen malfiskar. Inga underarter finns listade i Catalogue of Life.